# Rio Aragão
O rio Aragão à passagem por Milagro, Navarra
O Rio Aragão (em castelhano:  Río Aragón, em aragonês:  Río Aragón) é um curso d'água afluente da margem esquerda do rio Ebro. Nasce nos Pirenéus próximo da localidade de Astún, na província de Huesca, passa pelas cidades de Jaca e Sangüesa (Navarra), e desagua no Ebro em Milagro, próximo a Tudela.

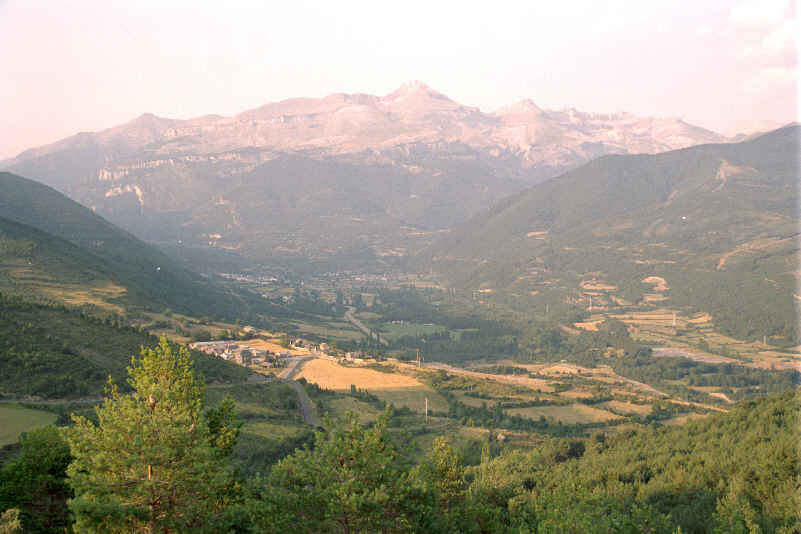
Vista do vale do Aragón.

Entre os principais afluentes deste rio estão os seguintes: Gas, Lubierre, Candanchú, Estarrún, Aragón Subordán, Veral, Esca, Irati, Regal, Onsella e Arga.

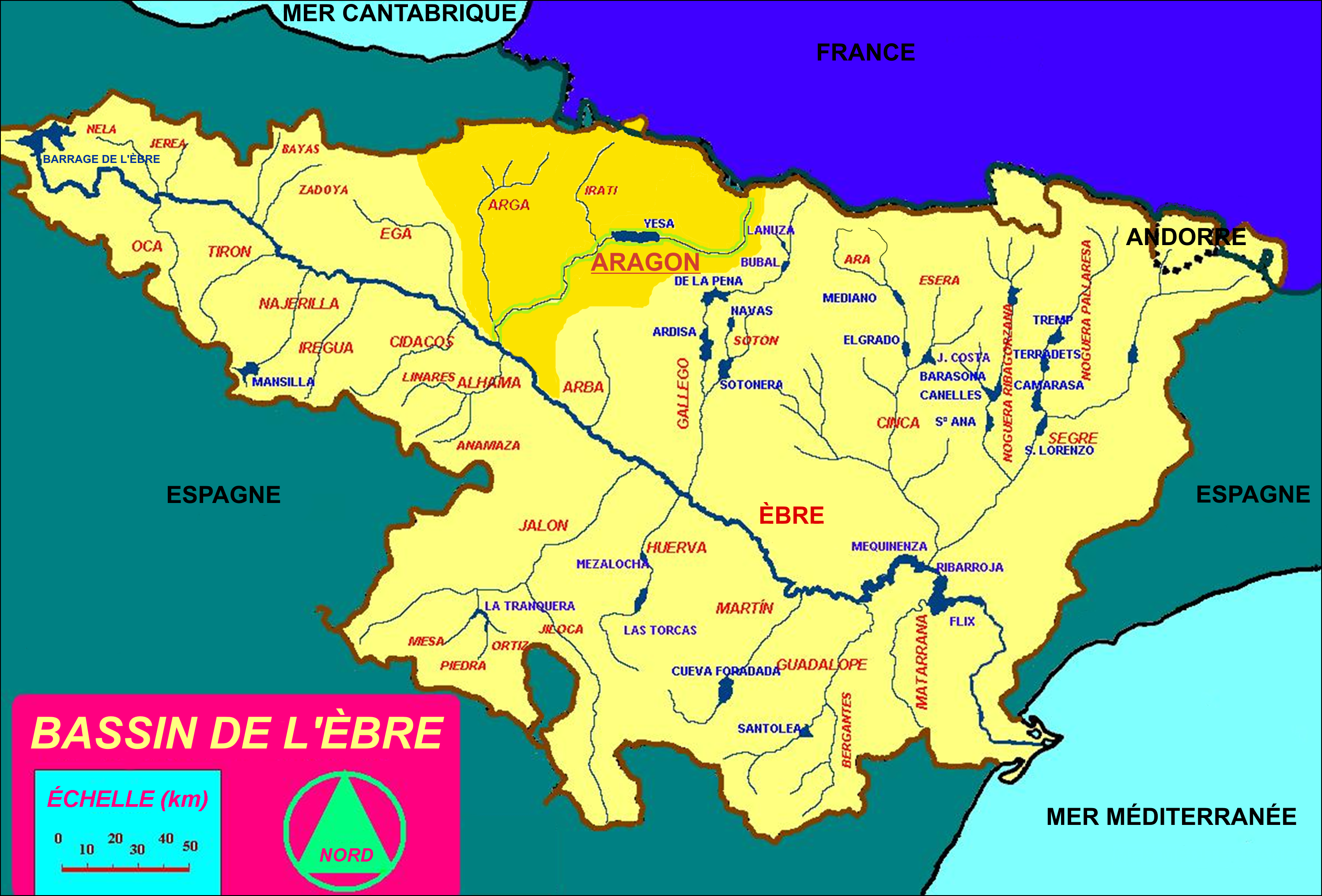
Mapa da bacia do Rio Aragão